# Phú Quang
Nguyễn Phú Quang (Provincia de Phú Thọ, 13 de octubre de 1949-Hanói, 8 de diciembre de 2021) fue un compositor vietnamita, conocido principalmente por sus canciones sobre amor, además de canciones dedicadas a Hanói. También escribió sinfonías, conciertos, música cinematográfica y bandas sonoras.

## Biografía
Nguyễn Phú Quang nació el 13 de octubre de 1949 en la Provincia de Phú Thọ mientras su familia estaba evacuando durante la Guerra de Indochina. En 1954, la familia regresó a Vinh Loc, Phung Xa, Thach That, Hanoi. En 1985, Quang se mudó a la Ciudad Ho Chi Minh, pero regresó con frecuencia a Hanói, que fue una gran inspiración musical. Quang residía en Hanói juntó con su familia y tenía un restaurante.
Tuvo tres hijos, entre ellos Trinh Huong, quién trabaja como pianista. Huong se casó con Bui Cong Duy, una violinista vietnamita.
Quang murió en Hanói el 8 de diciembre de 2021, a los 72 años, tras estar casi un año hospitalizado por complicaciones de diabetes.

## Trabajos

### Álbumes de música
- Về Lại Phố Xưa
- Mười Ba Chuyện Bình Thường
- Dòng Sông Không Trở Lại
- Cho Một Người Tình Xa
- Một Dại Khờ, Một Tôi
- Trong Ánh Chớp Số Phận
- Phố Cũ Của Tôi
- Tôi Muốn Mang Hồ Gươm Đi
- Cha và Con - juntó con la pianista Trinh Huong
- The Best of Phu Quang - Gửi một tình yêu

### Canciones notables
- Hà Nội ngày trở về
- Em ơi Hà Nội phố
- Đâu phải bởi mùa thu
- Khúc mùa thu
- Im lặng đêm Hà Nội
- Mơ về nơi xa lắm
- Có Một Ngày
- Trong Ánh Chớp Số Phận